# Mennecy
Ne doit pas être confondu avec Mennessis.
Mennecy (prononcé [mɛnǝsi] ) est une commune française située dans le département de l'Essonne en région Île-de-France.
Le parc de Villeroy est connu pour son allée d'arbres remarquables : l'allée des Séquoias

## Géographie

### Situation
Situé dans la région naturelle du Hurepoix, Mennecy est traversée par la rivière Essonne. 
Mennecy est située à trente-trois kilomètres au sud-est de Paris-Notre-Dame, point zéro des routes de France, huit kilomètres au sud d'Évry-Courcouronnes, six kilomètres au sud-ouest de Corbeil-Essonnes, onze kilomètres au nord-est de La Ferté-Alais, quatorze kilomètres à l'est d'Arpajon, quinze kilomètres au sud-est de Montlhéry, dix-neuf kilomètres au nord de Milly-la-Forêt, vingt-deux kilomètres au sud-est de Palaiseau, vingt-cinq kilomètres au nord-est d'Étampes, trente-et-un kilomètres au nord-est de Dourdan.
La commune se trouve dans l'aire d'attraction de Paris, ainsi que dans son unité urbaine et son bassin de vie. Elle fait partie de la  zone d'emploi d'Évry-Courcouronnes.

### Communes limitrophes
Les communes limitrophes sont Lisses, Chevannes, Le Coudray-Montceaux, Écharcon, Fontenay-le-Vicomte, Ormoy et Villabé.
| Écharcon            | Lisses Villabé | Ormoy                |
|                     | Mennecy        | Le Coudray-Montceaux |
| Fontenay-le-Vicomte | Chevannes      |                      |

### Géologie et relief
La superficie de la commune est de 11,09 km2 ; son altitude varie de 42  à   97 mètres.

### Hydrographie

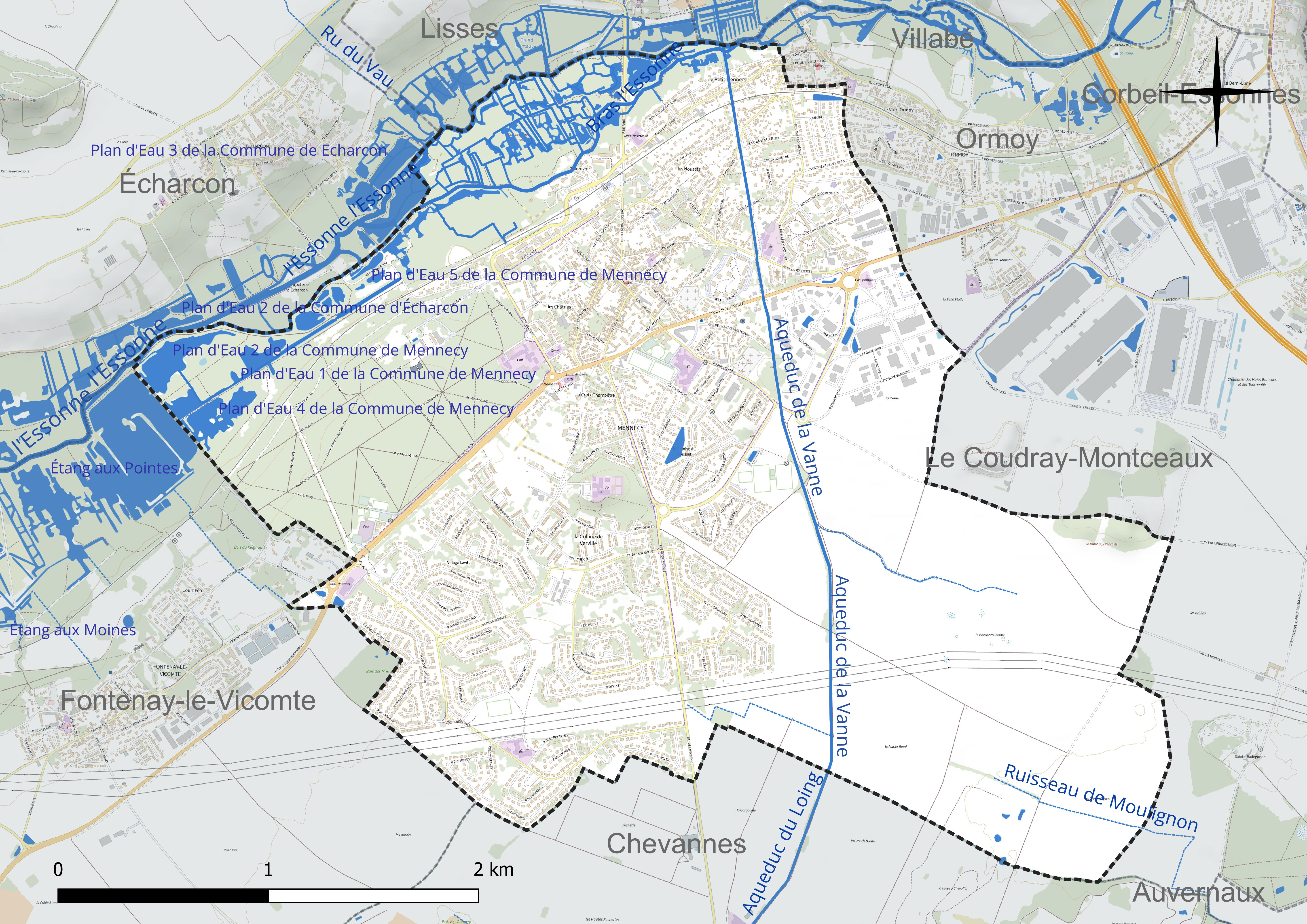
Carte hydrographique de la commune.

La rivière l'Essonne et ses marais délimitent au nord-ouest le territoire de la commune sur 2,144 km.
Les aqueducs de la Vanne et du Loing traversent la commune du sud vers le nord sur 3,512 km.

### Climat
Pour des articles plus généraux, voir Climat de l'Île-de-France et Climat de l'Essonne.
En 2010, le climat de la commune est de type climat océanique dégradé des plaines du Centre et du Nord, selon une étude du CNRS s'appuyant sur une série de données couvrant la période 1971-2000. En 2020, Météo-France publie une typologie des climats de la France métropolitaine dans laquelle la commune est exposée à un climat océanique altéré et est dans la région climatique Sud-ouest du bassin Parisien, caractérisée par une faible pluviométrie, notamment au printemps (120 à 150 mm) et un hiver froid (3,5 °C).
Pour la période 1971-2000, la température annuelle moyenne est de 11,1 °C, avec une amplitude thermique annuelle de 15,3 °C. Le cumul annuel moyen de précipitations est de 661 mm, avec 10,7 jours de précipitations en janvier et 7,7 jours en juillet. Pour la période 1991-2020, la température moyenne annuelle observée sur la station météorologique la plus proche, située sur la commune de Nainville-les-Roches à 8 km à vol d'oiseau, est de 11,5 °C et le cumul annuel moyen de précipitations est de 702,3 mm,. Pour l'avenir, les paramètres climatiques de la commune estimés pour 2050 selon différents scénarios d'émission de gaz à effet de serre sont consultables sur un site dédié publié par Météo-France en novembre 2022.

### Milieux naturels et biodiversité
Les berges de l'Essonne et les bois qui l'entourent ont été recensés au titre des espaces naturels sensibles par le conseil départemental de l'Essonne.

## Urbanisme

### Typologie
Au 1er janvier 2024, Mennecy est catégorisée grand centre urbain, selon la nouvelle grille communale de densité à sept niveaux définie par l'Insee en 2022.
Elle appartient à l'unité urbaine de Paris, une agglomération inter-départementale regroupant 407  communes, dont elle est une commune de la banlieue,,. 
Par ailleurs la commune fait partie de l'aire d'attraction de Paris, dont elle est une commune du pôle principal,. Cette aire regroupe 1 929 communes,.

### Occupation des sols

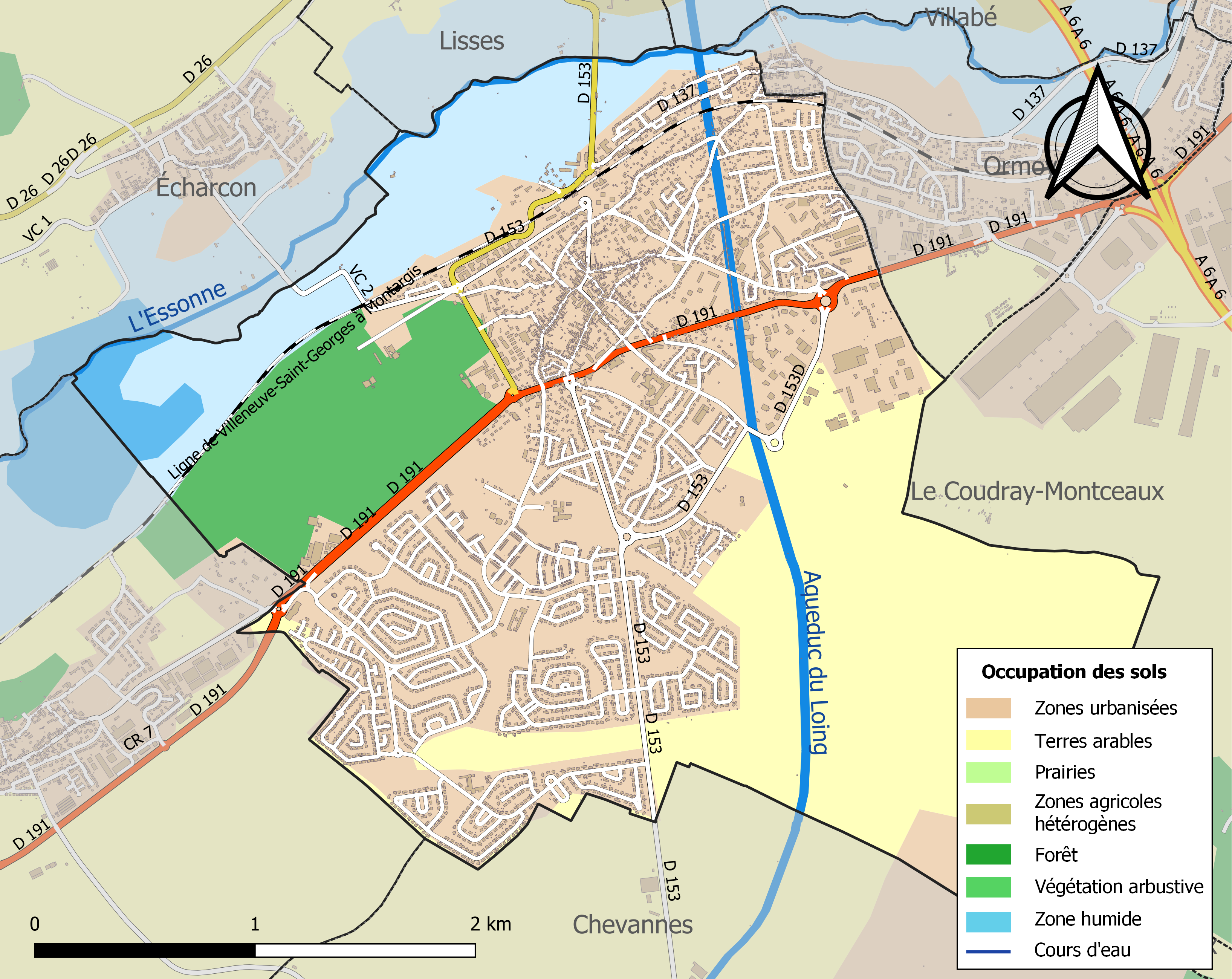
Carte des infrastructures et de l'occupation des sols de la commune en 2018 (CLC).

Le territoire de la commune se compose en 2017 de 49,15 % d'espaces agricoles, forestiers et naturels, 12,34  % d'espaces ouverts artificialisés et 38,51 % d'espaces construits artificialisés

### Lieux-dits, écarts et quartiers
Les différents quartiers de Mennecy : le Vieux-Mennecy, le Petit-Mennecy, la Jeannotte, la Verville (alias "Le village Levitt"), le Bel-Air, les Châtries. L'Insee découpe la commune en cinq îlots regroupés pour l'information statistique soit le Centre-ville, Buisson Houdart, Mennecy Sud, la Verville Est et la Verville Ouest.
La commune compte 72 lieux-dits administratifs répertoriés consultables ici.

### Habitat et logement
En 2021, le nombre total de logements dans la commune était de 6 919, alors qu'il était de 6 083 en 2016 et de 5 406 en 2011. 
Parmi ces logements, 93,4 % étaient des résidences principales, 1,4 % des résidences secondaires et 5,2 % des logements vacants. Ces logements étaient pour 60 % d'entre eux des maisons individuelles et pour 39,4 % des appartements. 
Le tableau ci-dessous présente la typologie des logements à Mennecy en 2021 en comparaison avec celle de l'Essonne et de la France entière. Une caractéristique marquante du parc de logements est ainsi la faible proportion des résidences secondaires et logements occasionnels (1,4 %) par rapport au département (1,9 %) et à la France entière (9,7 %). 
| Typologie                                               | Mennecy | Essonne | France entière |
| ------------------------------------------------------- | ------- | ------- | -------------- |
| Résidences principales (en %)                           | 93,4    | 91      | 82,2           |
| Résidences secondaires et logements occasionnels (en %) | 1,4     | 1,9     | 9,7            |
| Logements vacants (en %)                                | 5,2     | 7,2     | 8,1            |

La commune ne respecte pas les obligations qui lui sont faites par l'article 55 de la loi SRU de disposer d'au moins 25 % de son parc de résidences principales constituées de logements sociaux. Néanmoins, elle a engagé un vigoureux effort en la mantière, qui a vu son taux passer de 15,78 % en 2002 à 23,58 % en 2019.

### Voies de communication et transports

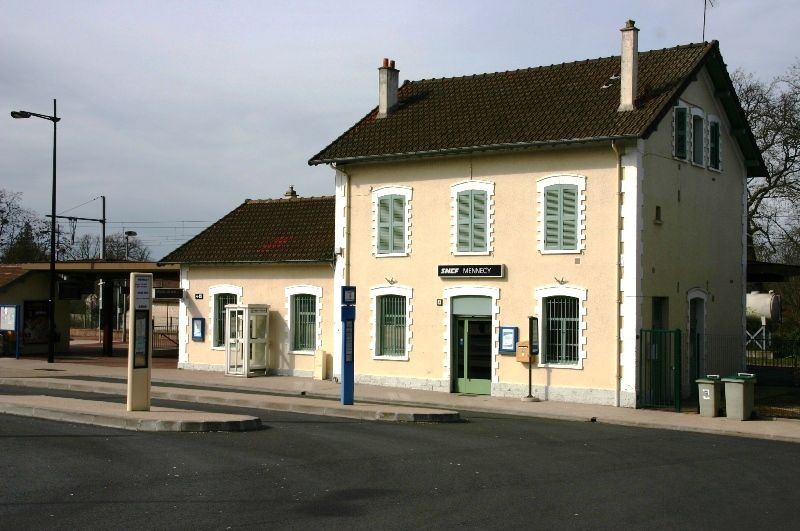
La gare de Mennecy.

La commune dispose sur son territoire de la gare de Mennecy desservie par la ligne D du RER d'Île-de-France.
Mennecy est desservie par des lignes du réseau de bus Essonne Sud-est.
La commune est principalement desservie par les lignes 4307, 4308, 4309 et 4318 qui la relie notamment à la Gare d'Évry-Courcouronnes centre, Auvernaux, Champcueil, Chevannes, Écharon, Le Coudray-Montceaux, Nainville-Les-Roches et Ormoy. En plus du fait qu'elles desservent toutes les quatre la gare de Mennecy. Il existe également des lignes à vocation scolaires ayant pour destination le Lycée Marie Laurencin et relient ce dernier à Lisses, Nainville-Les-Roches, Auvernaux, Fontenay-le-Vicomte, Ballancourt-sur-Essonne ou Milly-la-Forêt. En plus d'être relié au Lycée Robert Doisneau à Corbeil-Essonnes et plusieurs lycées d'Évry-Courcouronnes par d'autres lignes. Un ramassage scolaire organisé par la municipalité et la communauté de communes dessert les écoles de la Jeannotte et de la Sablière. Un service de navettes gratuites pour les personnes âgées est proposé par la municipalité. Des bus "de nuit" permettent de pallier le fait que les trains RER D ne desservent plus la gare de Mennecy à partir de 21h en direction de Paris et 23 h 30 en direction de Malesherbes. Ils desservent les gares de Corbeil-Essonnes, Moulin-Galant, Mennecy, Ballancourt-sur-Essonne et La Ferté-Alais.

## Toponymie
Dans des provisions de la cure effectuées en 1479, le lieu est nommé Maneciacum,, mais aussi Manassiacum et Manaciacum.
L'origine du nom de la commune provient d'un ancien propriétaire terrien gallo-romain dénommé Minacius suivi du suffixe gaulois de localisation et de propriété -acum. Le suffixe -acum fait souvent référence à une villa  « domaine rural ».
Avant la Révolution française, la localité est nommée Mennecy-Villeroy, du nom de la seigneurie qui appartenait au ducs de Neufville de Villeroy.
La commune fut créée en 1793 sous son nom actuel. Le 9 messidor an II (27.06.1794), elle devient Mennecy Marat jusqu'au 23 pluviôse an III (11.02.1795)

## Histoire

### Moyen Âge
L'église Saint-Pierre de Mennecy est construite au XIIIe siècle à l'emplacement d'une ancienne église, probablement romane. Ce qui constitue aujourd'hui la localité de Mennecy forme au XIVe siècle trois possessions bien distinctes :
- le village de Mennecy dépend de la collégiale Notre-Dame de Corbeil[24],[25] ;
- la ferme de la Verville dépend de l’abbaye des Vaux-de-Cernay ;
- Villeroy dépend de Notre-Dame de Paris. Le domaine comprend un petit village et une église, dédiée à Notre-Dame[24].

Au XVe siècle, le fief de Villeroy appartient à Jean du Monceau. En 1497, ce dernier le cède à Jean Le Gendre. Le fils de celui-ci, Pierre Le Gendre, lègue le fief en 1524 à son neveu, Nicolas Ier de Neufville. 

### Temps modernes
La terre de Villeroy va appartenir aux Neufville jusqu'à la Révolution. Aux alentours de 1560, Nicolas III de Neufville de Villeroy, dit « Legendre », construit un château, entouré d'un grand parc. À la fin du XVIe siècle, Nicolas IV acquiert les droits seigneuriaux sur le village de Mennecy et la ferme de la Verville. L'ensemble forme dès lors une seule paroisse, Mennecy-Villeroy. L'église Notre-Dame de Villeroy est rasée avant 1607.

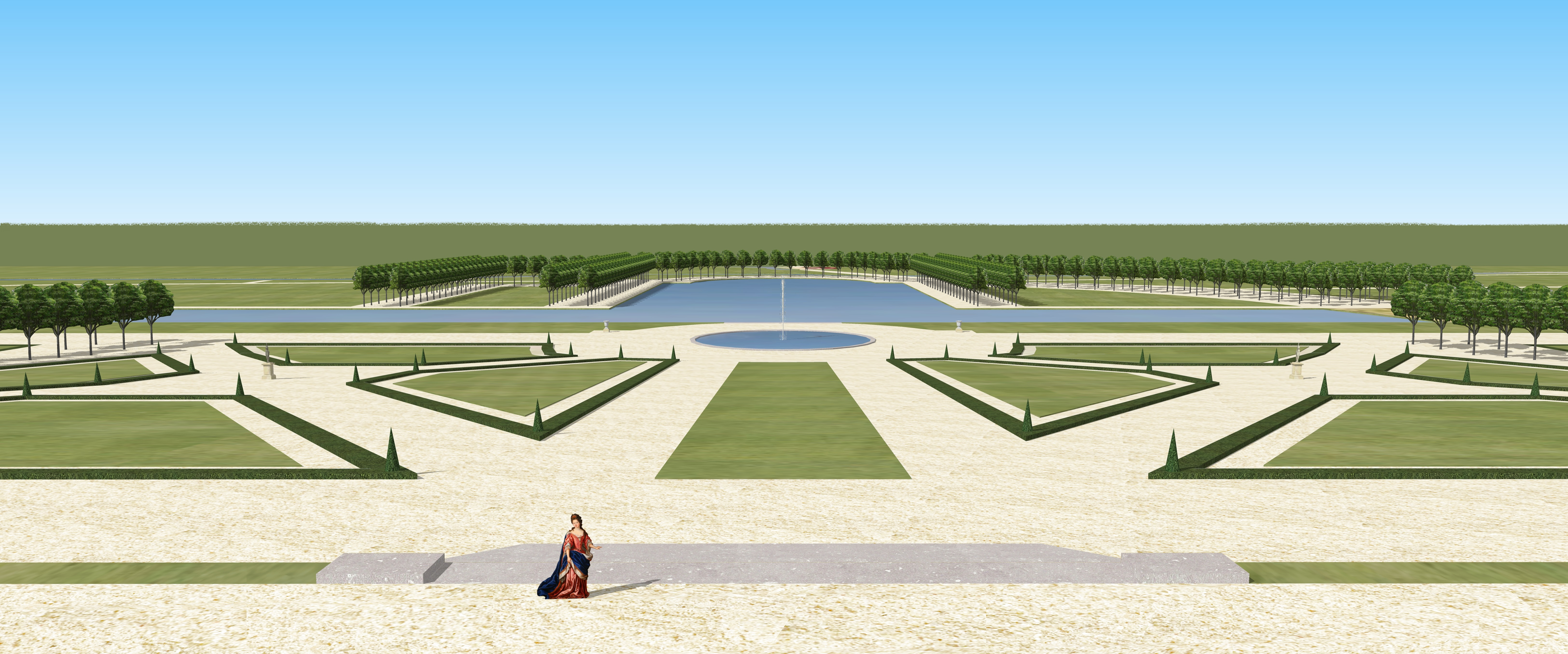
Restitution de la vision depuis le château de Villeroy sur les jardins bas et le canal. Vers 1740.

Louis XIII érige la terre et seigneurie de Villeroy en châtellenie en 1610, puis cette dernière en marquisat en 1615. Louis XIV érige le marquisat en duché-pairie en 1651. Le 27 juin 1661, la reine-mère Anne d'Autriche emmène Henriette d'Angleterre quelques jours à Mennecy chez le maréchal de Villeroy, puis à Dampierre, chez la duchesse de Chevreuse. Il s'agit de l'éloigner du roi[réf. incomplète].
En 1732, Denis Jossenay, sous les ordres de Robert de Cotte, transforme le château Renaissance. En 1735, François Barbin, protégé de Louis François de Neufville, duc de Villeroy, crée la manufacture de porcelaine de Mennecy-Villeroy (en). Elle ferme en 1777.

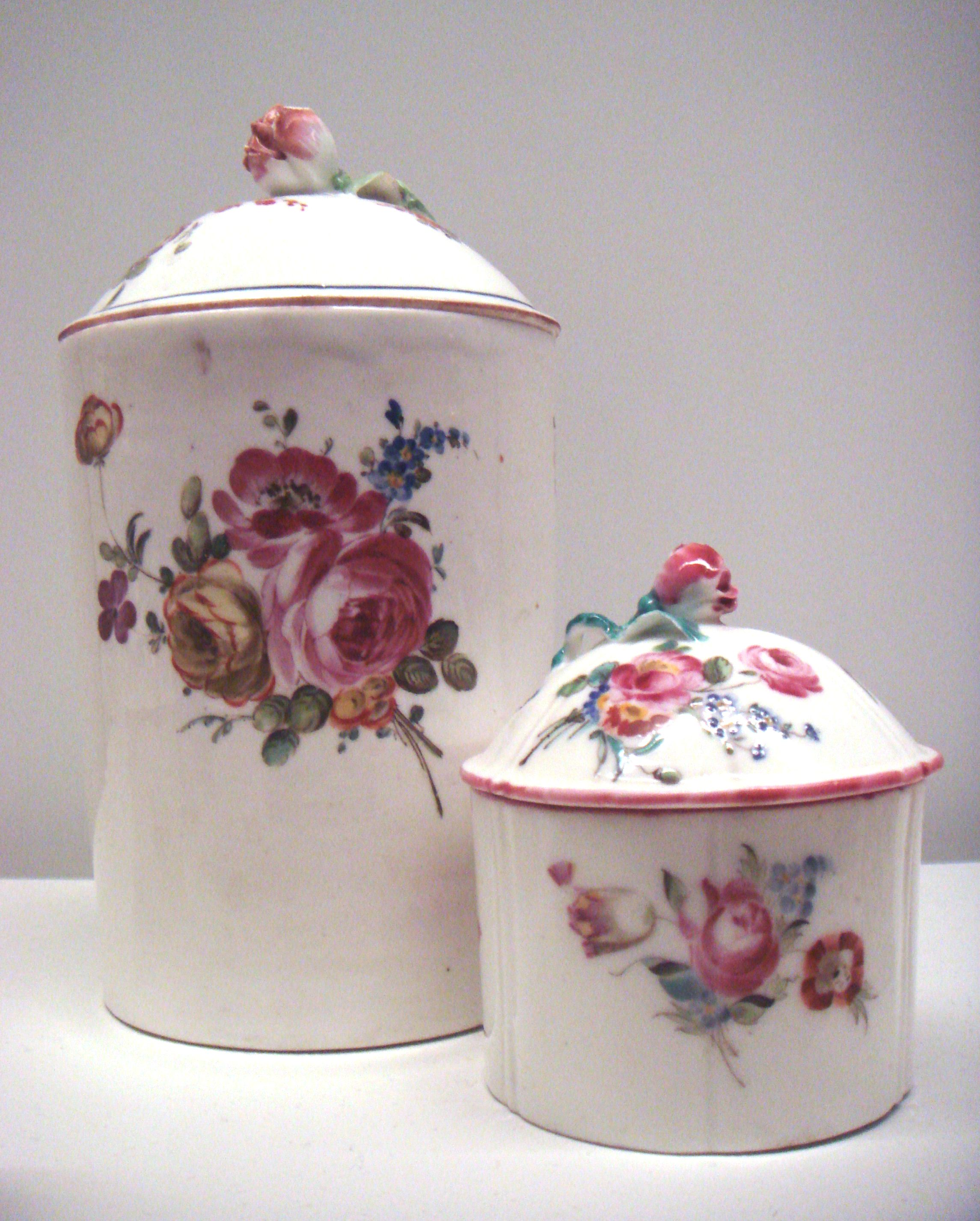
Porcelaine tendre vers 1750
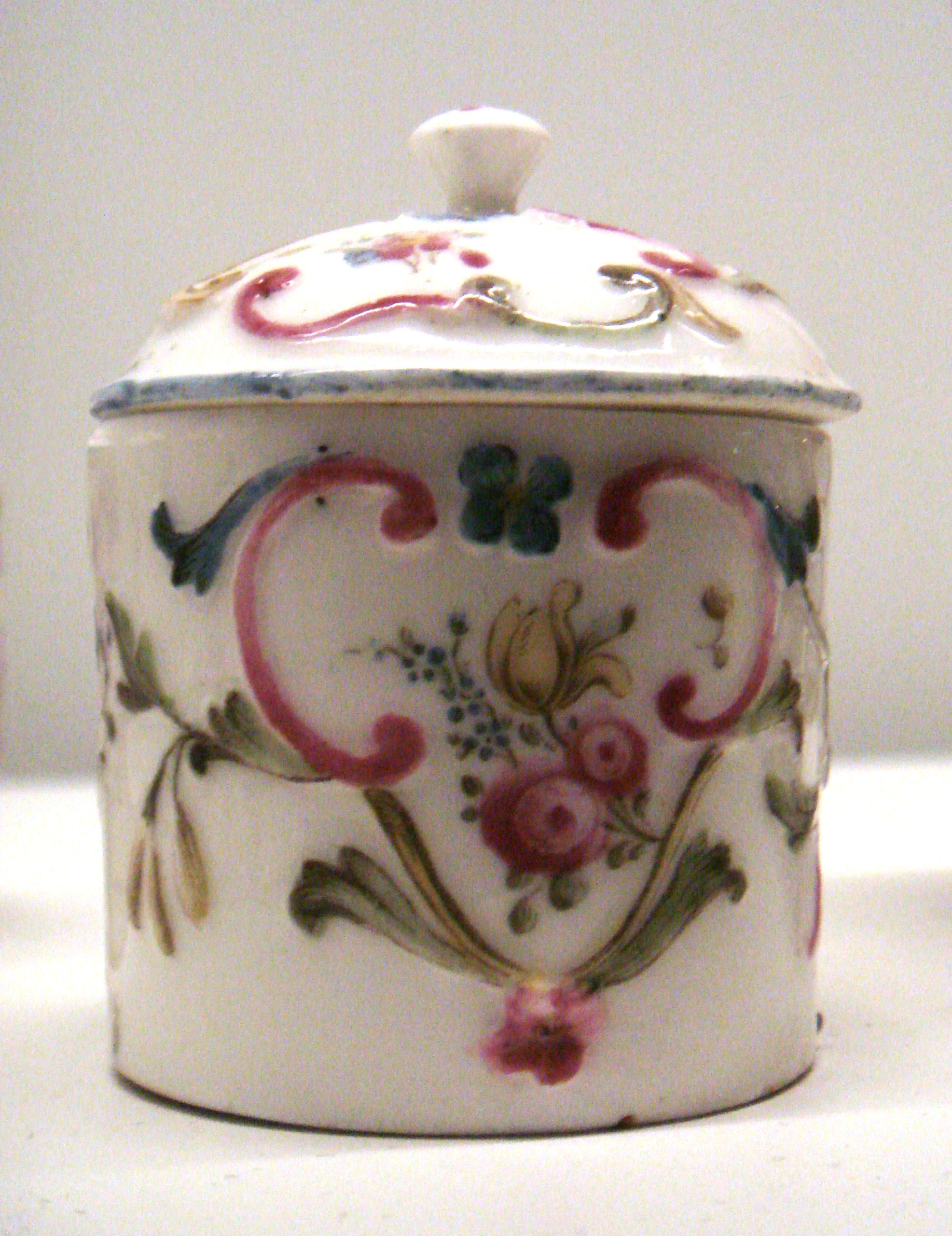
Porcelaine tendre vers 1750
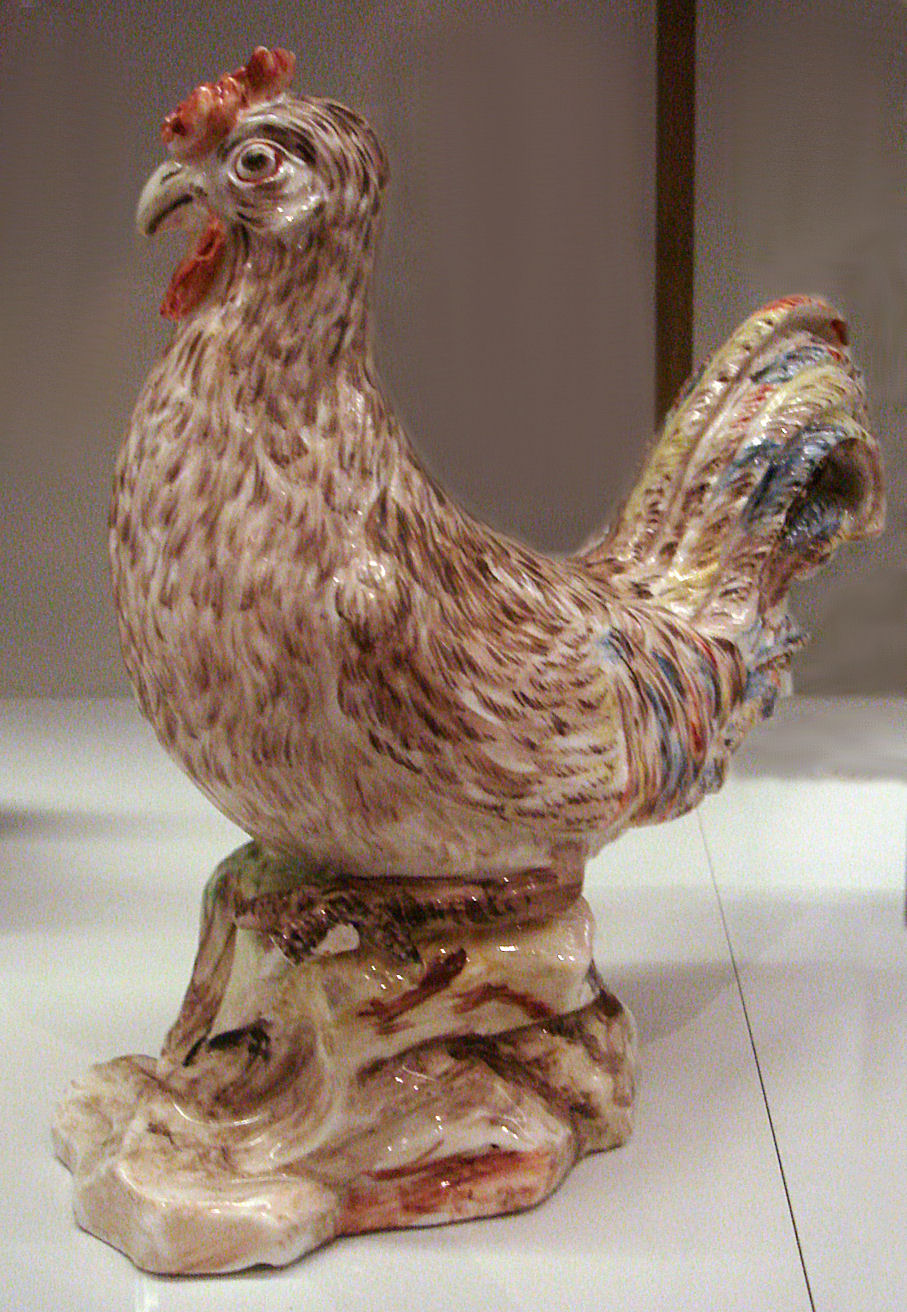
Coq 1750
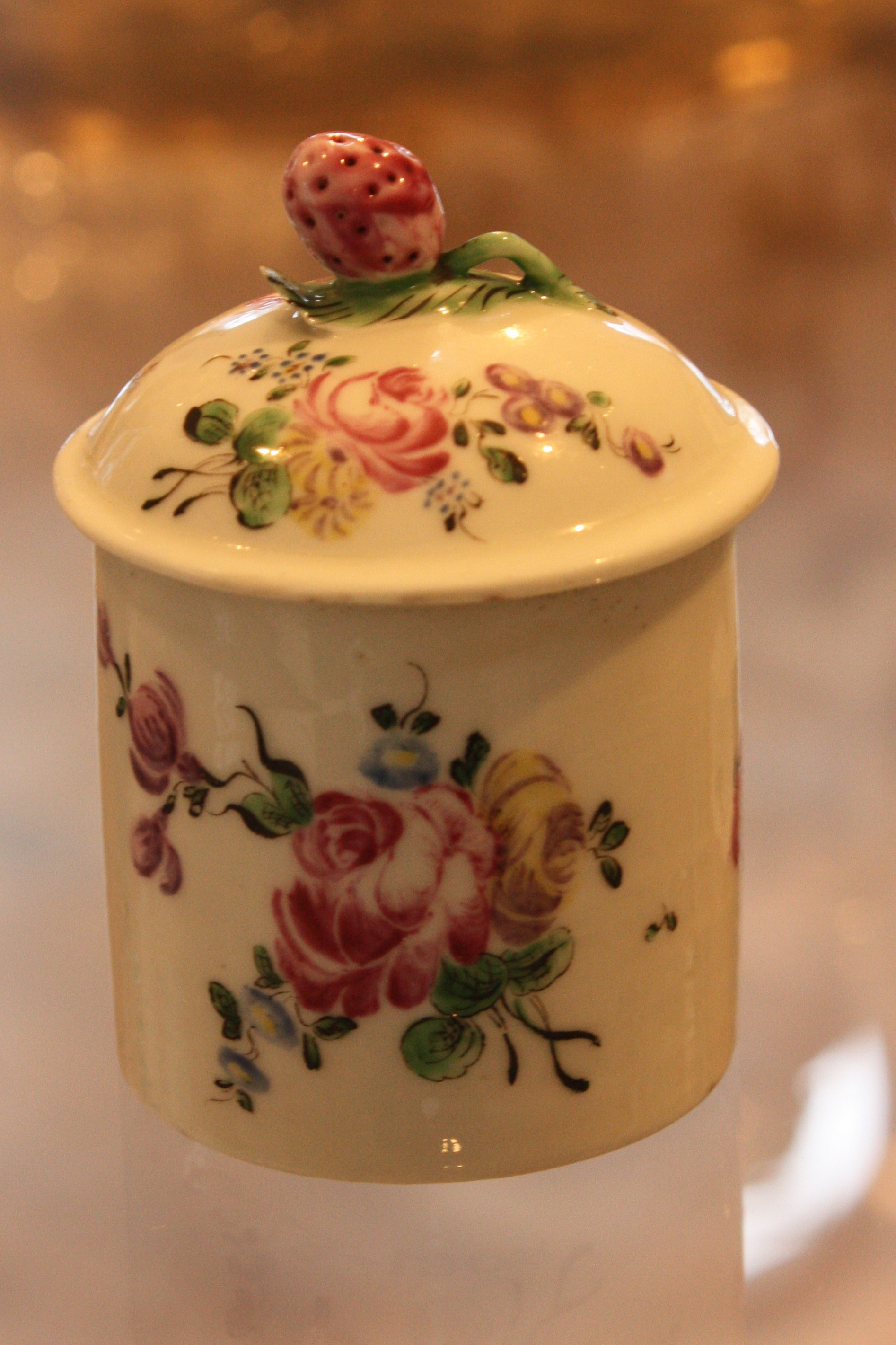
Pot à fard vers 1760
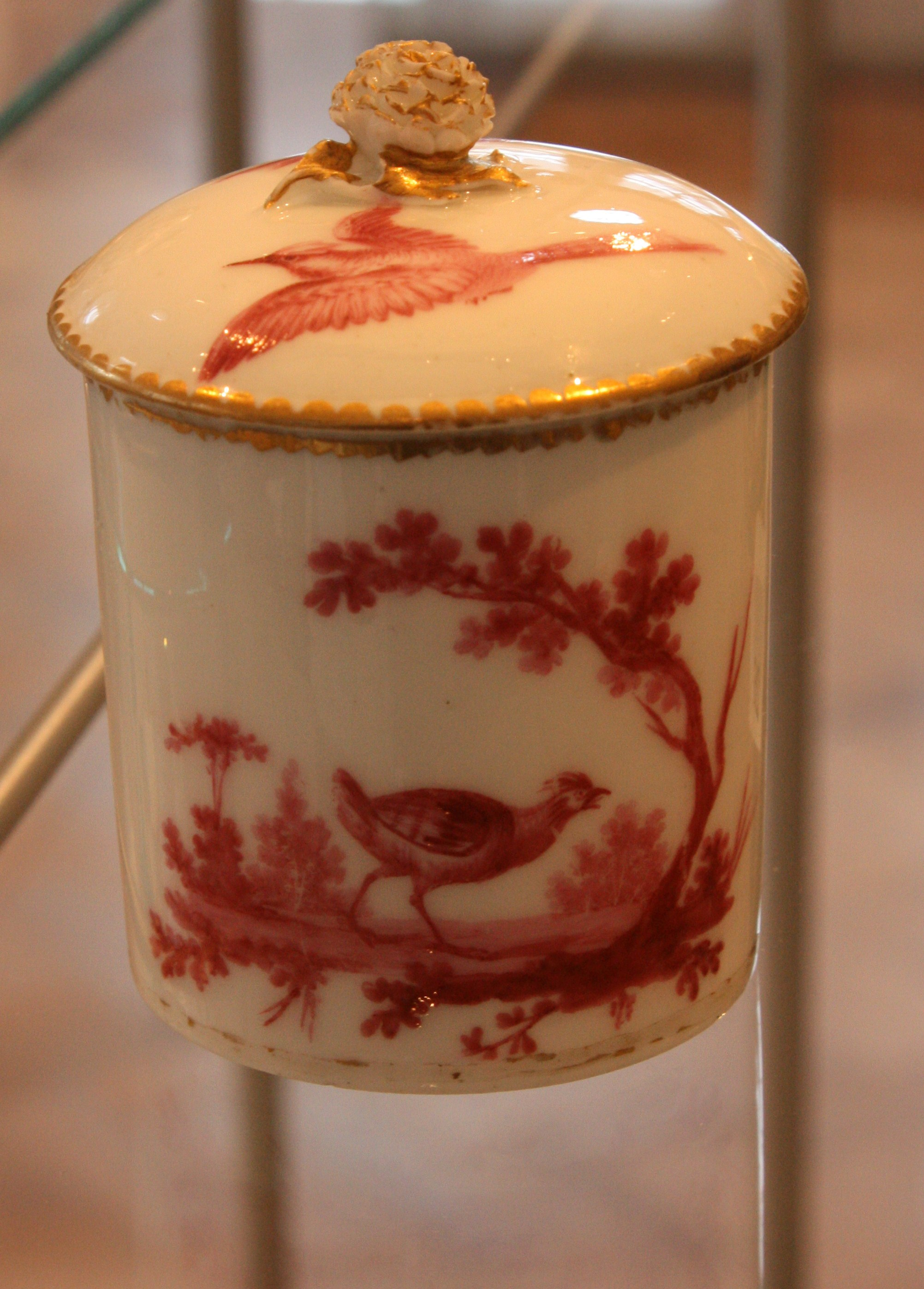
Pot à fard vers 1760
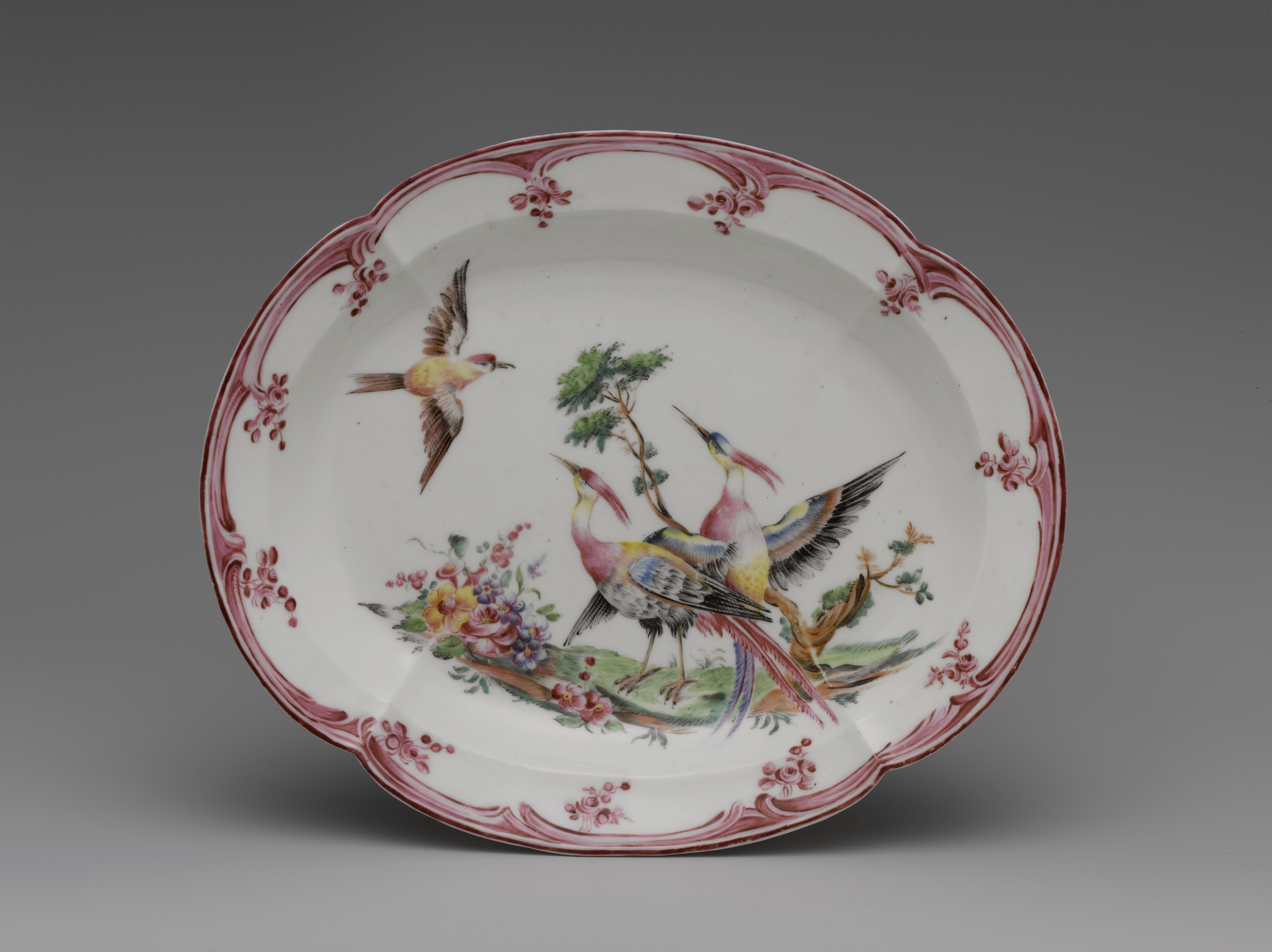
Plat 1760-1765
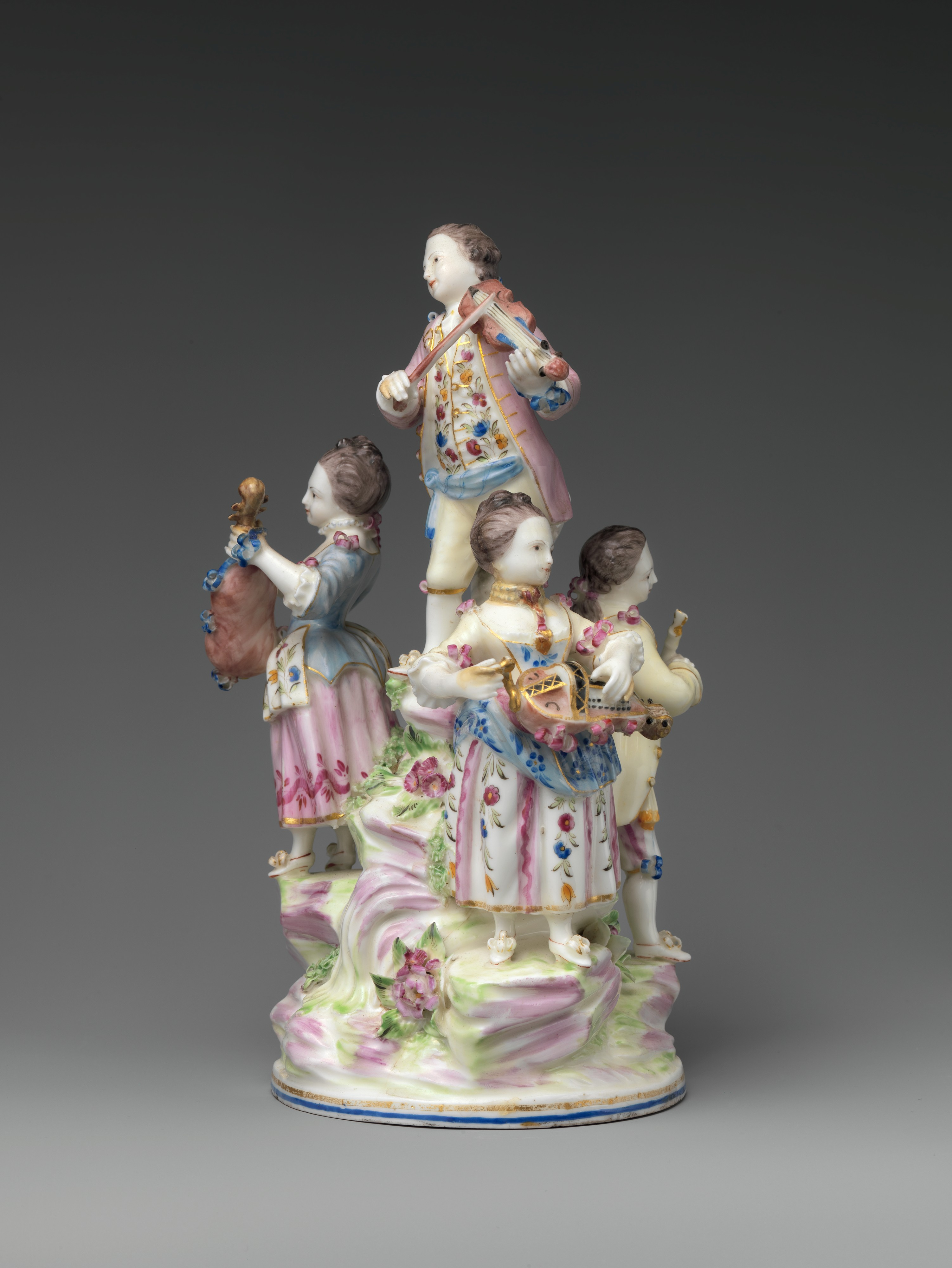
Quatre musiciens vers 1765-1770

### Révolution française et Empire
Durant la Révolution française, Gabriel de Neufville, dernier duc de Villeroy, meurt sur l’échafaud en 1794, sans descendance légitime. Séquestré, le château est rendu en 1795 aux héritières indirectes des Villeroy. Entre 1796 et 1819, il est vendu sur pieds par ses nouveaux propriétaires pour tirer profit des pierres et autres matériaux. Il n'en reste que les fondations, les communs et le parc.

## Politique et administration

### Rattachements administratifs et électoraux

#### Rattachements administratifs

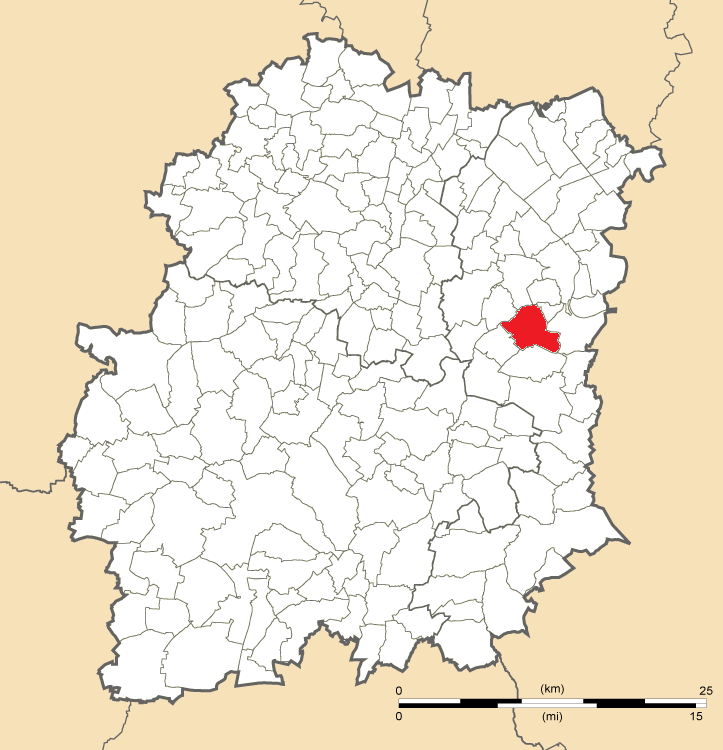
Mennecy dans le département de l'Essonne.

Antérieurement à la loi du 10 juillet 1964, la commune faisait partie du département de Seine-et-Oise. La réorganisation de la région parisienne en 1964 fit que la commune appartient désormais au département de l'Essonne et à son arrondissement d'Évry, après un transfert administratif effectif au 1er janvier 1968. 
Elle a fugacement été le chef-lieu du canton de Mennecy de Seine-et-Oise de 1793 à 1801, avant d'intégrer le canton de Corbeil-Essonnes de 1801 à 1964, année où il est scindé et la commune rattachée au canton de Corbeil-Essonnes-Sud. Lors de la mise en place du département de l'Essonne, elle redevient le chef-lieu du canton de Mennecy. Dans le cadre du redécoupage cantonal de 2014 en France, cette circonscription administrative territoriale a disparu, et le canton n'est plus qu'une circonscription électorale.

#### Rattachements électoraux
Pour les élections départementales, la commune est  depuis 2014 le bureau centralisateur d'un nouveau canton de Mennecy porté 12 à 28 communes.
Pour l'élection des députés, elle fait partie de la deuxième circonscription de l'Essonne

### Intercommunalité
La commune est membre fondateur de la communauté de communes du Val d'Essonne, un établissement public de coopération intercommunale (EPCI) à fiscalité propre créé fin 2002 et auquel la commune avait transféré un certain nombre de ses compétences, dans les conditions déterminées par le code général des collectivités territoriales.

### Tendances et résultats politiques
Élections présidentielles, résultats des deuxièmes tours
- Élection présidentielle de 2002 : 84,70 % pour Jacques Chirac (RPR), 15,30 % pour Jean-Marie Le Pen (FN), 78,49 % de participation[33].
- Élection présidentielle de 2007 : 62,21 % pour Nicolas Sarkozy (UMP), 37,79 % pour Ségolène Royal (PS), 87,18 % de participation[34].
- Élection présidentielle de 2012 : 57,82 % pour Nicolas Sarkozy (UMP), 42,18 % pour François Hollande (PS), 81,39 % de participation[35].
- Élection présidentielle de 2017 : 70,89 % pour Emmanuel Macron (LREM), 29,11 % pour Marine Le Pen (FN), 75,72 % de participation.

Élections législatives, résultats des deuxièmes tours
- Élections législatives de 2002 : 64,82 % pour Franck Marlin (UMP), 35,18 % pour Gérard Lefranc (PCF), 56,57 % de participation[36].
- Élections législatives de 2007 : 52,71 % pour Franck Marlin (UMP) élu au premier tour, 20,06 % pour Marie-Agnès Labarre (PS), 61,36 % de participation[37].
- Élections législatives de 2012 : 55,40 % pour Franck Marlin (UMP), 44,60 % pour Béatrice Pèrié (PS), 52,29 % de participation[38].
- Élections législatives de 2017 : 53,06 % pour Daphné Ract-Madoux (MoDem), 46,94 % pour Franck Marlin (LR), 43,71 % de participation.

Élections européennes, résultats des deux meilleurs scores
- Élections européennes de 2004 : 23,59 % pour Harlem Désir (PS), 20,76 % pour Patrick Gaubert (UMP), 45,27 % de participation[39].
- Élections européennes de 2009 : 34,64 % pour Michel Barnier (UMP), 19,97 % pour Daniel Cohn-Bendit (Europe Écologie), 43,44 % de participation[40].
- Élections européennes de 2014 : 23,58 % pour Alain Lamassoure (UMP), 22,64 % pour Aymeric Chauprade (FN), 42,60 % de participation[41].
- Élections européennes de 2019 : 28,65 % pour Nathalie Loiseau (LREM), 18,74 % pour Jordan Bardella (RN), 51,68 % de participation.

Élections régionales, résultats des deux meilleurs scores
- Élections régionales de 2004 : 47,94 % pour Jean-François Copé (UMP), 41,60 % pour Jean-Paul Huchon (PS), 65,98 % de participation[42].
- Élections régionales de 2010 : 53,49 % pour Valérie Pécresse (UMP), 46,51 % pour Jean-Paul Huchon (PS), 47,59 % de participation[43].
- Élections régionales de 2015 : 52,44 % pour Valérie Pécresse (LR), 29,38 % pour Claude Bartolone (PS), 54,75 % de participation.

Élections cantonales et départementales, résultats des deuxièmes tours
- Élections cantonales de 2001 : données manquantes.
- Élections cantonales de 2008 : 57,81 % pour Patrick Imbert (UMP), 42,19 % pour Christian Richomme (PS), 62,28 % de participation[44].
- Élections départementales de 2015 : 48,41 % pour Patrick Imbert et Caroline Paratre (UMP), 26,17 % pour Valérie Girard et Julien Schénardi (FN), 45,84 % de participation.

Élections municipales, résultats des deuxièmes tours
- Élections municipales de 2001 : 36,11 % pour Joël Monier (UMP), 33,07 % pour Élisabeth Doussain (PS), 60,58 % de participation[45].
- Élections municipales de 2008 : 48,01 % pour Xavier Dugoin (UMP), 40,43 % pour Christian Richomme (PS), 63,83 % de participation[46].
- Élections municipales de 2014 : 51,56 % pour Jean-Philippe Dugoin-Clément (UDI) élu au premier tour, 32,23 % pour Christian Richomme (DVG), 16,20 % pour Julien Schenardi (FN), 57,49 % de participation.
- Élections municipales de 2020 : 77,74 % pour Jean-Philippe Dugoin-Clément (UDI) élu au premier tour, 22,25 % pour Patrick Polverelli (UG), 37,52 % de participation.

Référendums
- Référendum de 2000 relatif au quinquennat présidentiel : 75,51 % pour le Oui, 24,49 % pour le Non, 31,89 % de participation[47].
- Référendum de 2005 relatif au traité établissant une Constitution pour l'Europe : 59,63 % pour le Oui, 40,37 % pour le Non, 72,73 % de participation[48].

### Politique en faveur des animaux dans la ville
La commune mène des actions pour une meilleure intégration et participation des animaux.
Ainsi en 2020, la ville a obtenu le label Ville amie des animaux (trois pattes), décerné par la Région Ile-de-France,.
Puis en 2023, des panonceaux (Chat en balade, RALENTIR,…)  ont été installés aux abords des routes jugées les plus dangereuses pour les animaux.
Enfin à partir d’avril 2024, les employés de la mairie peuvent venir au travail avec leurs animaux de compagnie - chats, chiens, poissons sont acceptés dans les bureaux et bâtiments de la commune.

### Jumelages
| Mennecy Countesthorpe Occhiobello Renningen São João Da Pesqueira |

Mennecy a développé des associations de jumelage avec:
- Countesthorpe (Royaume-Uni) depuis 1984, en anglais Countesthorpe.
- Occhiobello (Italie) depuis 2003, en italien Occhiobello.
- Renningen (Allemagne) depuis 1982, en allemand Renningen.
- São João da Pesqueira (Portugal) depuis 2023[70], en portugais São João Da Pesqueira

## Équipements et services publics

### Enseignement
Les établissements scolaires de la commune sont rattachés à l'académie de Versailles.
Elle dispose en 2010 des écoles primaires de la Jeannotte, de la Sablière, de l'Ormeteau, des Myrtilles et de la Colline de Verville, de l'école maternelle du Clos Renault et de l'école élémentaire de l'Ormeteau. La commune accueille aussi le collège du Parc de Villeroy équipé d'une section d'enseignement général et professionnel adapté ainsi que le lycée Marie-Laurencin qui propose un enseignement général, technologique et professionnel.

### Équipements culturels
Le conservatoire de musique, de danse et d'art dramatique de Mennecy, installé dans d'anciennes dépendances du château de Villeroy, propose de nombreuses activités et formations, en musique, comédie, danse classique, contemporaine et jazz.
Il permet une initiation artistique aux plus jeunes via le jardin musical.
Il comprend également deux ensembles vocaux, les Chœurs de Villeroy et l'Ensemble Vocal.
Le conservatoire de Mennecy est officiellement jumelé avec le conservatoire de Renningen.
Depuis 2012, un festival de heavy metal, le Mennecy Metal Fest, se déroule dans le parc de Villeroy au mois de septembre.

### Équipements sportifs
La commune dispose[Quand ?] d'équipement sportifs, dont le complexe sportif du Parc de Villeroy, comprenant le dojo Gérard-Pizzonéro (utilisé pour l'aïkibudo-kobudo, le judo et le karaté), le gymnase René-Guitton (salle omnisports), une salle d'armes pouvant également servir de salle polyvalente, d'équipements destinés au tennis (quatorze courts dont cinq couverts, ainsi qu'un mur d'entraînement), le stade nautique départemental Maurice-Herzog (l'une des trois piscines olympiques que compte le département de l'Essonne), des terrains de boules lyonnaises ainsi que de pétanque, et un jardin d'arc destiné à la pratique du tir Bersault ; le complexe sportif Alexandre-Rideau, comprenant les gymnases Alexandre-Rideau I et II (salles omnisports équipées pour le tir à l'arc), le gymnase André-Violette spécialement destiné à la gymnastique artistique, une piste d'athlétisme, et un terrain de football en herbe et stabilisé ; le gymnase de la Jeannotte, comprenant le gymnase Maurice-Nivot (salle omnisports) et un terrain de plein air public réservé à la pratique du basket-ball ; le stade Jean-Jacques-Robert (du nom d'un ancien maire de la commune), comprenant un terrain de football et un terrain de rugby, tous deux en herbe.

### Santé
La commune dispose en 2012 sur son territoire des maisons de retraite les Étangs, Édouard-Gauraz et le Clair Logis. Un centre de la protection maternelle et infantile et un centre de planification familiale sont implantés dans la commune.

### Autres services publics
La commune dispose en 2025 d'un bureau de poste. 

### Justice, sécurité, secours et défense
En 2012, la commune accueille une brigade de gendarmerie nationale et d'un centre de secours de sapeurs-pompiers volontaires.

## Population et société
Les habitants sont appelés les Menneçois.

### Démographie

#### Évolution démographique
L'évolution du nombre d'habitants est connue à travers les recensements de la population effectués dans la commune depuis 1793. Pour les communes de plus de 10 000 habitants les recensements ont lieu chaque année à la suite d'une enquête par sondage auprès d'un échantillon d'adresses représentant 8 % de leurs logements, contrairement aux autres communes qui ont un recensement réel tous les cinq ans,.

En 2022, la commune comptait 16 071 habitants, en évolution de +13,42 % par rapport à 2016 (Essonne : +2,89 %, France hors Mayotte : +2,11 %).
| 1793  | 1800  | 1806  | 1821  | 1831  | 1836  | 1841  | 1846  | 1851  |
| ----- | ----- | ----- | ----- | ----- | ----- | ----- | ----- | ----- |
| 1 200 | 1 025 | 1 161 | 1 021 | 1 244 | 1 294 | 1 301 | 1 378 | 1 409 |

| 1856  | 1861  | 1866  | 1872  | 1876  | 1881  | 1886  | 1891  | 1896  |
| ----- | ----- | ----- | ----- | ----- | ----- | ----- | ----- | ----- |
| 1 326 | 1 412 | 1 460 | 1 596 | 1 465 | 1 575 | 1 502 | 1 632 | 1 641 |

| 1901  | 1906  | 1911  | 1921  | 1926  | 1931  | 1936  | 1946  | 1954  |
| ----- | ----- | ----- | ----- | ----- | ----- | ----- | ----- | ----- |
| 1 622 | 1 545 | 1 569 | 1 531 | 1 670 | 1 760 | 1 780 | 1 786 | 1 928 |

| 1962  | 1968  | 1975  | 1982   | 1990   | 1999   | 2006   | 2011   | 2016   |
| ----- | ----- | ----- | ------ | ------ | ------ | ------ | ------ | ------ |
| 2 164 | 3 867 | 7 644 | 10 702 | 11 048 | 12 779 | 13 325 | 13 344 | 14 170 |

| 2021   | 2022   | - | - | - | - | - | - | - |
| ------ | ------ | - | - | - | - | - | - | - |
| 15 711 | 16 071 | - | - | - | - | - | - | - |

#### Pyramide des âges
En 2018, le taux de personnes d'un âge inférieur à 30 ans s'élève à 38,2 %, soit en dessous de la moyenne départementale (39,9 %). À l'inverse, le taux de personnes d'âge supérieur à 60 ans est de 21,3 % la même année, alors qu'il est de 20,1 % au niveau départemental.
En 2018, la commune comptait 7 095 hommes pour 7 584 femmes, soit un taux de 51,67 % de femmes, légèrement supérieur au taux départemental (51,02 %).
Les pyramides des âges de la commune et du département s'établissent comme suit.
| Hommes | Classe d’âge | Femmes |
| ------ | ------------ | ------ |
| 0,4    | 90 ou +      | 1,3    |
| 5,8    | 75-89 ans    | 7,3    |
| 13,1   | 60-74 ans    | 14,6   |
| 22,4   | 45-59 ans    | 21,7   |
| 17,9   | 30-44 ans    | 19,1   |
| 20,1   | 15-29 ans    | 18,0   |
| 20,3   | 0-14 ans     | 18,1   |

| Hommes | Classe d’âge | Femmes |
| ------ | ------------ | ------ |
| 0,5    | 90 ou +      | 1,4    |
| 5,4    | 75-89 ans    | 7,2    |
| 12,9   | 60-74 ans    | 13,9   |
| 20     | 45-59 ans    | 19,4   |
| 19,9   | 30-44 ans    | 20,1   |
| 20     | 15-29 ans    | 18,2   |
| 21,3   | 0-14 ans     | 19,8   |

### Sports et loisirs
Mennecy abrite[Quand ?] de nombreux clubs sportifs, dans des disciplines très variées : arts martiaux, basket-ball, boules lyonnaises, boxe, cyclisme, équitation, football, golf, handball, gymnastique rythmique ou d'entretien, natation, pétanque, rugby à XV et à XIII, tennis de table, tir à l'arc, volley-ball. Le club de gymnastique rythmique de Mennecy représente tous les ans la commune au niveau national et se classe parmi les cinq premiers clubs de France.[réf. nécessaire]

### Lieux de cultes

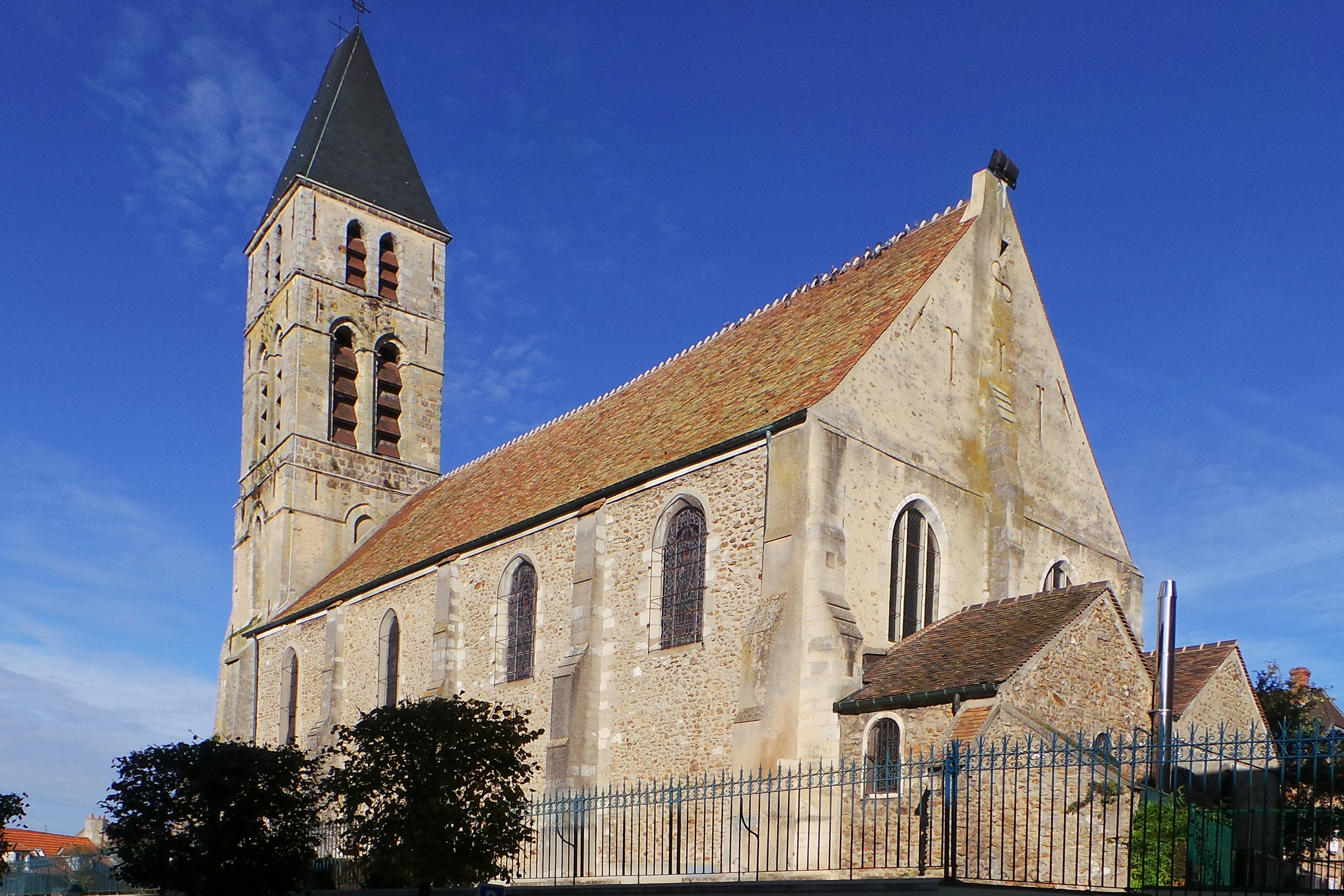
L'église Saint-Pierre.

La paroisse catholique de Mennecy est rattachée au secteur pastoral de La Ferté-Alais-Val d'Essonne et au diocèse d'Évry-Corbeil-Essonnes. Elle dispose en 2009 de l'église Saint-Pierre située en centre-ville et du relais paroissial Sainte-Claire située dans le quartier de la Verville.
La communauté protestante dispose en 2010 dans la commune d'un temple affilié à la fédération évangélique de France.

### Médias
L'hebdomadaire Le Républicain relate les informations locales. La commune est en outre dans le bassin d'émission des chaînes de télévision France 3 Paris Île-de-France Centre, IDF1 et Téléssonne intégré à Télif et de la radio locale du sud Île-de-France EFM. L’information institutionnelle est assurée par plusieurs publications périodiques : Mennecy Actualités, magazine municipal d’information diffusé par la ville ; Val d'Essonne Infos, magazine d’information de la Communauté de communes du Val d'Essonne ; le Magazine de l’Essonne, mensuel diffusé par le conseil général de l'Essonne et le Journal du Conseil régional, bimensuel diffusé par le conseil régional d'Île-de-France.

## Économie
En 2011, un marché se tient les mercredis et samedis matin en centre-ville.

### Emplois, revenus et niveau de vie en 2006
En 2006, le revenu fiscal médian par ménage était de 24 892 €, ce qui plaçait la commune au 452e rang parmi les 30 687 communes de plus de cinquante ménages que compte le pays et au quarante-quatrième rang départemental.
| Répartition des emplois par catégories socioprofessionnelles en 2006. |              |                                           |                                                   |                            |                          |                           |
|                                                                       | Agriculteurs | Artisans, commerçants, chefs d’entreprise | Cadres et professions intellectuelles supérieures | Professions intermédiaires | Employés                 | Ouvriers                  |
| Mennecy                                                               | 0,0 %        | 6,6 %                                     | 18,9 %                                            | 30,7 %                     | 29,5 %                   | 14,2 %                    |
| Zone d’emploi d’Évry                                                  | 0,3 %        | 4,0 %                                     | 20,2 %                                            | 29,6 %                     | 28,2 %                   | 17,7 %                    |
| Moyenne nationale                                                     | 2,2 %        | 6,0 %                                     | 15,4 %                                            | 24,6 %                     | 28,7 %                   | 23,2 %                    |
| Répartition des emplois par secteurs d’activités en 2006.             |              |                                           |                                                   |                            |                          |                           |
|                                                                       | Agriculture  | Industrie                                 | Construction                                      | Commerce                   | Services aux entreprises | Services aux particuliers |
| Mennecy                                                               | 0,7 %        | 7,9 %                                     | 5,5 %                                             | 18,5 %                     | 7,3 %                    | 12,1 %                    |
| Zone d’emploi d’Évry                                                  | 0,9 %        | 13,5 %                                    | 5,4 %                                             | 14,6 %                     | 16,2 %                   | 6,9 %                     |
| Moyenne nationale                                                     | 3,5 %        | 15,2 %                                    | 6,4 %                                             | 13,3 %                     | 13,3 %                   | 7,6 %                     |
| Sources : Insee,                                                      |              |                                           |                                                   |                            |                          |                           |

### Zones d'activités
La ZAC Montvrain, d'une superficie de 15 ha, abrite un supermarché et des enseignes d'habillement et de restauration ainsi que diverses entreprises commerciales ou industrielles. L'extension de cette zone d'activité, nommée Montvrain II et d'une superficie de 25 ha, accueille en 2013 un grand magasin de bricolage, des commerces, des artisans et des entreprises,.

## Culture locale et patrimoine

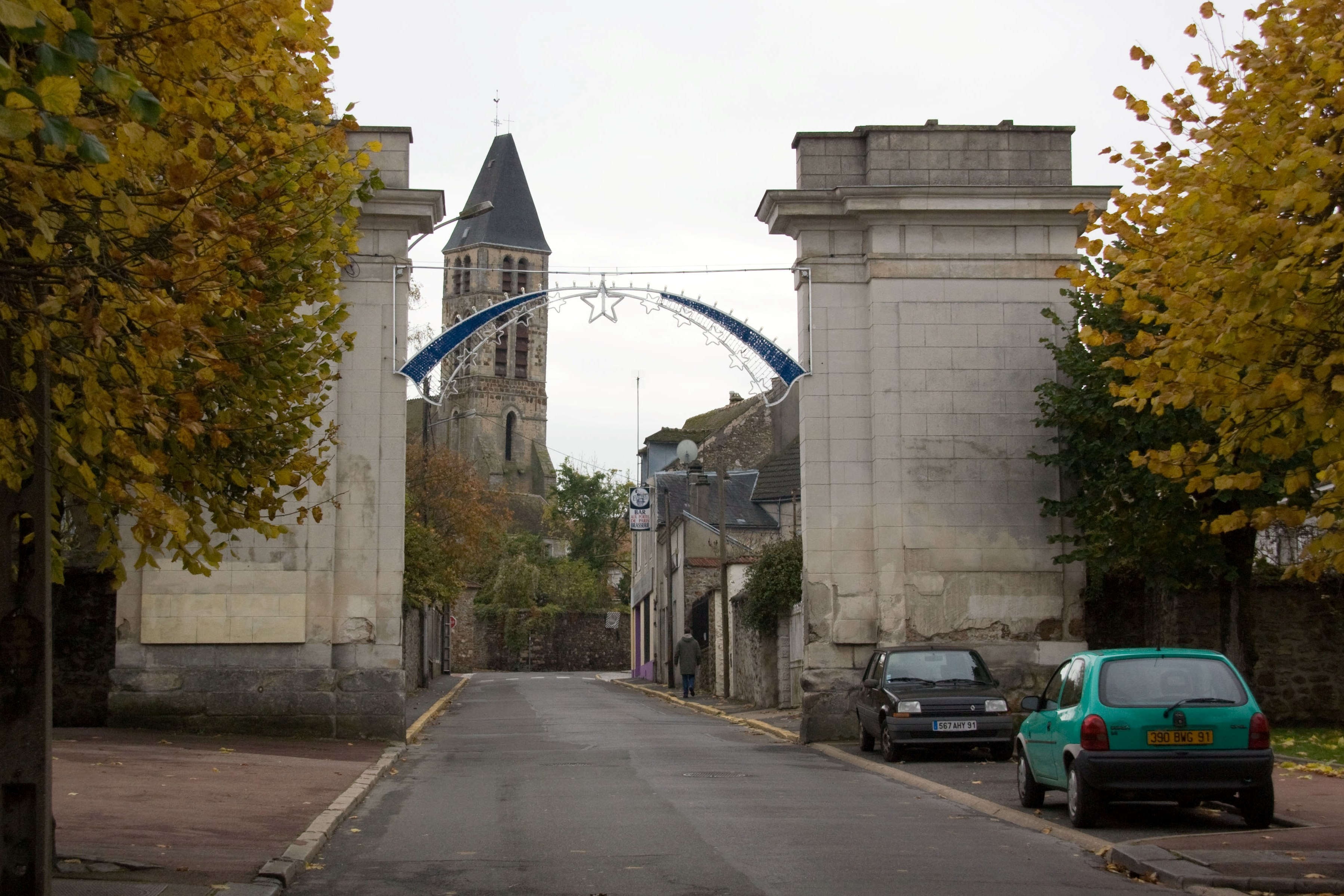
L'ancienne porte de Paris et l'église Saint-Pierre.

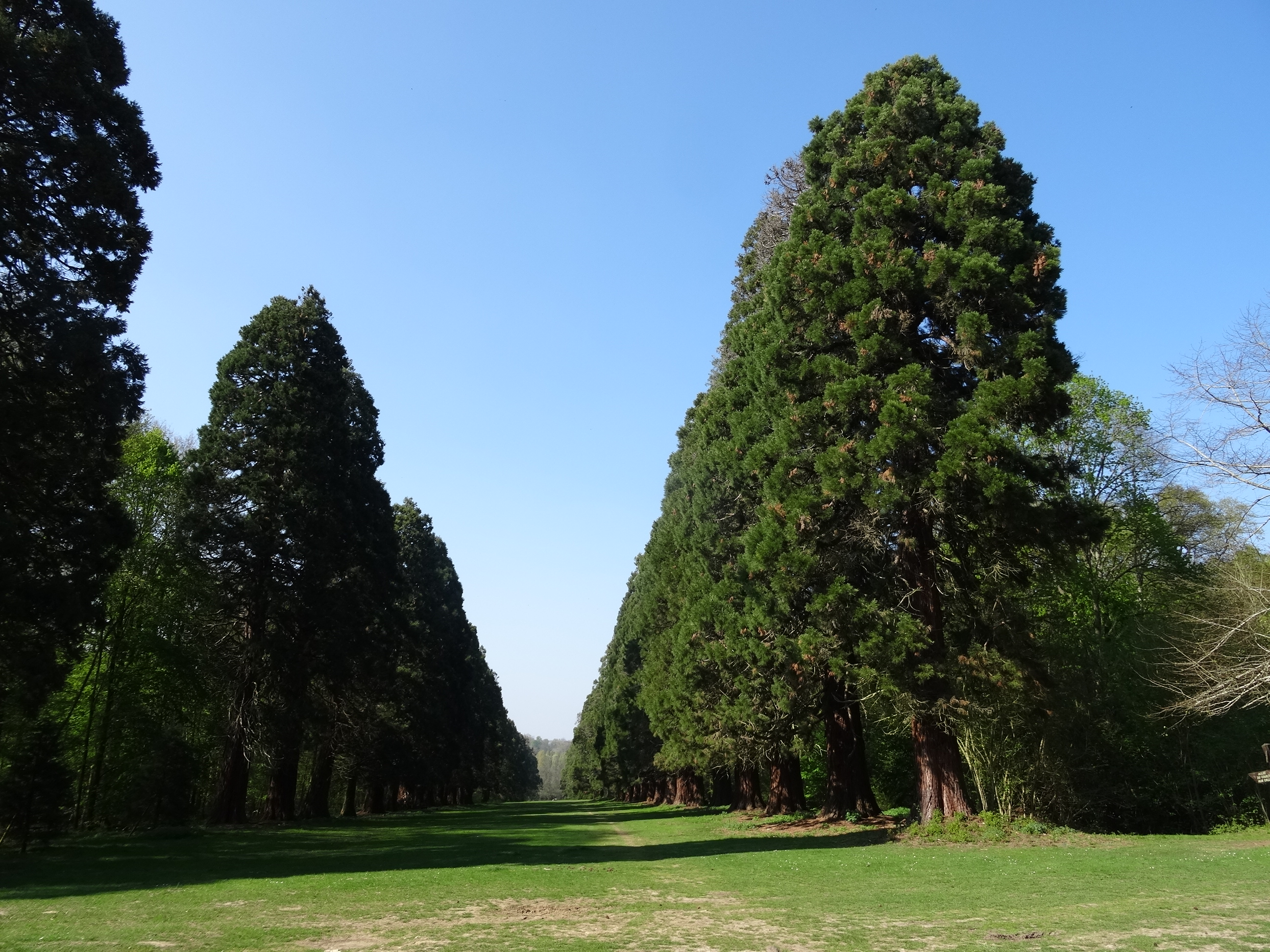
Allée des séquoias, parc de Villeroy.

### Lieux et monuments
On peut noter :
- L'église Saint-Pierre, datant du XIIIe siècle,  Inscrite MH (1926)[102].

Construite sur l'emplacement d'une ancienne église romane, son clocher carré, dont les fondations sont indépendantes de celles du corps de l’édifice, est soutenu par deux contreforts. Divers tassements de terrain lui donne une allure penchée par rapport au reste de l'église.
- L'ancienne porte de Paris, datant du XVIIIe siècle,  Inscrite MH (1948, inscription par arrêté du 10 février 1948)[103].

Ses deux pilastres ont été érigés par le dernier duc de Villeroy, Gabriel Louis de Neufville de Villeroy, en 1775.
- La mairie de Mennecy, datant du milieu du XIXe siècle, a été élevée sur l'emplacement d'une ancienne halle bâtie en 1737 par le duc de Villeroy Louis François Anne de Neufville de Villeroy[104].
- Le parc de Villeroy, parc communal de 108 ha au sud-ouest de la ville,  Inscrit MH (2022, inscription par arrêté du 1er mars 2022)[105]. Il est réputé pour ses 134 séquoias plantés au XIXe siècle, dont certains ont une circonférence qui dépasse 4 m.

### Personnalités liées à la commune
- Nicolas IV de Neufville de Villeroy (vers 1542-1617), marquis de Villeroy, principal ministre de Marie de Médicis et d'Henri IV.
- Madeleine de L'Aubépine (1546-1596), épouse de Nicolas IV, traductrice et poétesse[106].
- Nicolas V de Neufville (1598-1685), 1er duc et pair de Villeroy, maréchal de France, gouverneur de Louis XIV.
- François de Neufville de Villeroy (1644-1730), 2e duc et pair de Villeroy, maréchal de France, ministre d'État, gouverneur de Louis XV.
- Louis Nicolas de Neufville de Villeroy (1663-1734), 3e duc et pair de Villeroy, lieutenant-général.
- Louis François Anne de Neufville de Villeroy (1695-1766), 4e duc et pair de Villeroy. Il est le protecteur de François Barbin, qui crée la manufacture de porcelaine de Mennecy-Villeroy (en).
- Charles Symphorien Jacques (1724-1799), sculpteur et faïencier, exerce à la manufacture.
- Joseph Jullien (1725-1774), peintre sur porcelaine, exerce à la manufacture.
- Gabriel Louis François de Neufville de Villeroy (1731-1794), 5e et dernier duc et pair de Villeroy. C'est un grand bâtisseur, auquel la ville doit beaucoup. Il meurt sur l'échafaud[26].
- Auguste Béhal (1859-1941), pharmacologue et chimiste, demeure et meurt à Mennecy.
- Madeleine Jaeger (1868-1905), pianiste, professeur de musique et compositrice, naît à Mennecy.
- André Beaudin (1895-1979), artiste peintre, naît à Mennecy.
- Luv Resval (1997-2022), rappeur-compositeur, grandit à Mennecy.

### Mennecy dans les arts et la culture
- Mennecy a servi de lieu de tournage pour les films Le Journal d'une femme de chambre de Luis Buñuel sorti en 1964, Ma vie en rose d'Alain Berliner sorti en 1997, La Tour Montparnasse infernale de Charles Nemes sorti en 2000, Mais qui a tué Pamela Rose ? d'Éric Lartigau sorti en 2003, Un ticket pour l'espace d'Éric Lartigau sorti en 2006, La Clef de Guillaume Nicloux sorti en 2007 et Assassinée de Thierry Binisti sorti en 2012[107]. La gare de Mennecy, renommée pour l'occasion « gare d'Auvernaux » a servi de lieu de tournage pour le film d'Ivan Govar Deux heures à tuer sorti en 1966[108].

### Héraldique
| Blason de Mennecy | Blason  | D'azur au chevron d'or accompagné en chef de deux croisettes ancrées de même et en pointe d'un vase de porcelaine d'argent à la devise ondée du même en chef surmontée d'un clou aussi d'argent accosté de deux fleurs de lys d'or. L'écu est timbré de la couronne murale d'or à trois tours crénelées. |
| Blason de Mennecy | Détails | |

## Pour approfondir